# 霍普朗 (新澤西州)
霍普朗（英語：Hopelawn）是位於美國新澤西州米德爾塞克斯縣的普查規定居民點。

## 人口
根據2020年美國人口普查的數據，霍普朗的面積為1.13平方千米，皆為陸地。當地共有人口2603人，而人口密度為每平方千米2,303.54人。